# Dick Clark

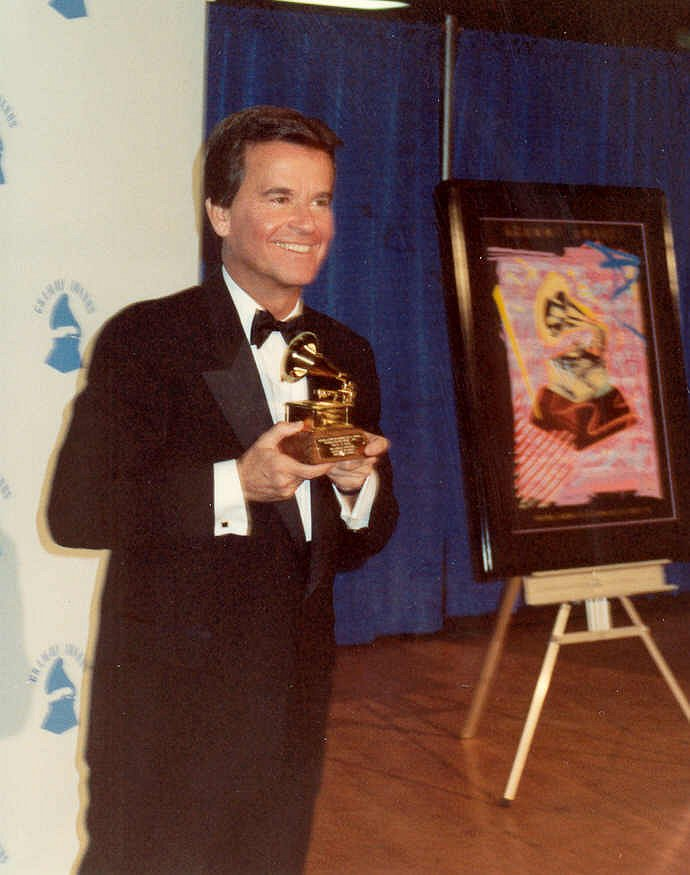
Dick Clark bei der Grammy-Verleihung 1990

Richard Wagstaff „Dick“ Clark (* 30. November 1929 in Mount Vernon, New York; † 18. April 2012 in Santa Monica, Kalifornien) war ein US-amerikanischer Moderator, der vor allem als jahrzehntelanger Gastgeber der Musikshow American Bandstand bekannt wurde. Mit dieser prägte er insbesondere die Rock-’n’-Roll-Szene der späten 1950er Jahre.

## Karriere
Clark wuchs in seinem Geburtsort Mount Vernon auf. Schon als Teenager arbeitete er als Nachrichtensprecher bei einem Radiosender. Später besuchte er eine Universität, nahm danach wieder Jobs bei verschiedenen Radiostationen an und wurde schließlich bei einem Fernsehsender in Utica Nachrichtensprecher und Moderator eines Country-Musik-Programmes. 1952 nahm er eine Stelle bei WFIL in Philadelphia, die sowohl Radio als auch Fernsehen betrieben, an.
Zuerst war er nur als DJ für den Radiosender tätig, löste dann aber 1956 Bob Host als Moderator für ein Nachmittags-Tanzprogramm namens Bandstand ab. 1957 änderte ABC den Shownamen in American Bandstand und ließ das Programm von nun an überall in den USA laufen. 1959 kam Clark vor Gericht, da ihm Bestechung von DJs vorgeworfen wurde. Er wurde aber freigesprochen.
Bis 1963 lief American Bandstand an jedem Wochentag, danach nur noch samstags. 1964 zog die Show von Philadelphia nach Los Angeles. Ab 1972 moderierte er die jährliche Silvestershow Dick Clark’s New Year’s Rockin’ Eve, 1973 kam The $100,000 Pyramid hinzu. Im Folgejahr gründete Clark die American Music Awards als Alternative zu dem seiner Meinung nach altmodischen Grammy. 1987 kürzte ABC American Bandstand von 60 auf 30 Minuten, woraufhin Clark eineinhalb Jahre später aufhörte, die Show zu moderieren. 1989 wurde sie schließlich ganz aus dem Programm genommen.
Clark ist kurz in dem Dokumentarfilm Bowling For Columbine zusehen, in dem er sich weigert, dem Regisseur Michael Moore ein Interview zu geben.
Heute treten in seinem Theater in Branson eine Reihe ehemals von ihm präsentierte Künstler auf, u. a. Bobby Rydell, Fabian, Frankie Avalon, Bobby Vee, The Chiffons, Brian Hyland und Chris Montez.

## Tod
Am 18. April 2012 verstarb er im Alter von 82 Jahren in Santa Monica, Kalifornien.